# FK Choedzjand
FK Choedzjand is een Tadzjiekse voetbalclub uit de stad Choedzjand.

## Geschiedenis
De club werd opgericht in 1953 als 'Gornjak Leninabad, de toenmalige naam van de stad. De club onderging enkele naamswijzigingen. De club begon in de tweede klasse van de Sovjet-Unie en werd in het eerste seizoen 27ste en laatste. Het volgende seizoen deed de club het een stuk beter en eindigde vijfde in zijn groep. Door een herstructuring van de competitie ging de club vanaf 1955 in de regionale Tadzjiekse competitie spelen, waar de club in 1956 kampioen werd. Doordat de tweede klasse in 1958 weer uitgebreid werd kon de club haar wederoptreden maken in de nationale reeksen. In 1959 werd de club zelfs groepswinnaar, maar maakte geen kans op promotie naar de hoogste klasse. In 1960 werden ze vicekampioen achter Torpedo Koetaisi. 
Na twee seizoenen in de middenmoot werd de tweede klasse teruggebracht naar één reeks en ging de club verder in de derde klasse. In 1966 werd de club kampioen en promoveerde terug naar de tweede klasse, die intussen weer uit drie reeksen bestond. Zowel in 1968 als in 1969 werd de club laatste en verdween vanaf 1970 uit de nationale reeksen. In 1976 maakte de club een wederoptreden onder de naam Chodzjent Leninabad in de derde klasse. De club eindigde steevast in de lagere middenmoot en kon pas in 1986 voor het eerst in de top tien opduiken, toen ze achtste werden. In 1990 werden ze zesde en in 1991 werden ze onder de nieuwe naam FK Choedzjand derde in de competitie. 
Na het uiteenvallen van de Sovjet-Unie werd de club een van de medeoprichters van de nationale Tadzjiekse competitie. Na enkele seizoenen subtop eindigden ze in 1996 en 1997 derde en in 1998 tweede achter Varzob Doesjanbe. In 2002 en 2003 werden ze opnieuw vicekampioen, telkens achter Regar-TadAZ Toersoenzoda. Hierna duurde het tot 2015 toen ze opnieuw vicekampioen werden, achter Istiklol Doesjanbe nu.

## Erelijst
Kampioen van de Tadzjiekse SSR
1956
Beker van Tadzjikistan
1998, 2002, 2008

## Naamswijzigingen
- 1953-1954 - Gorniak Leninabad
- 1955-1957 - Metalloerg Leninabad
- 1958-1975 - Pamir Leninabad
- 1976-1990 - Chodzjent Leninabad
- 1991-1994 - FK Choedzjand
- 1995 - Mechnat-Chodzjent
- 1996-???? - FK Choedzjand